# Chính sách thị thực của Kuwait
Du khách đến Kuwait phải xin thị thực trừ khi họ đến từ một trong những quốc gia được miễn thị thực hoặc có thể xin thị thực tại cửa khẩu/thị thực điện tử. Tất cả du khách trừ công dân của Cộng đồng Phối hợp Vùng Vịnh phải có hộ chiếu có hiệu lực 6 tháng.

## Bản đồ chính sách thị thực

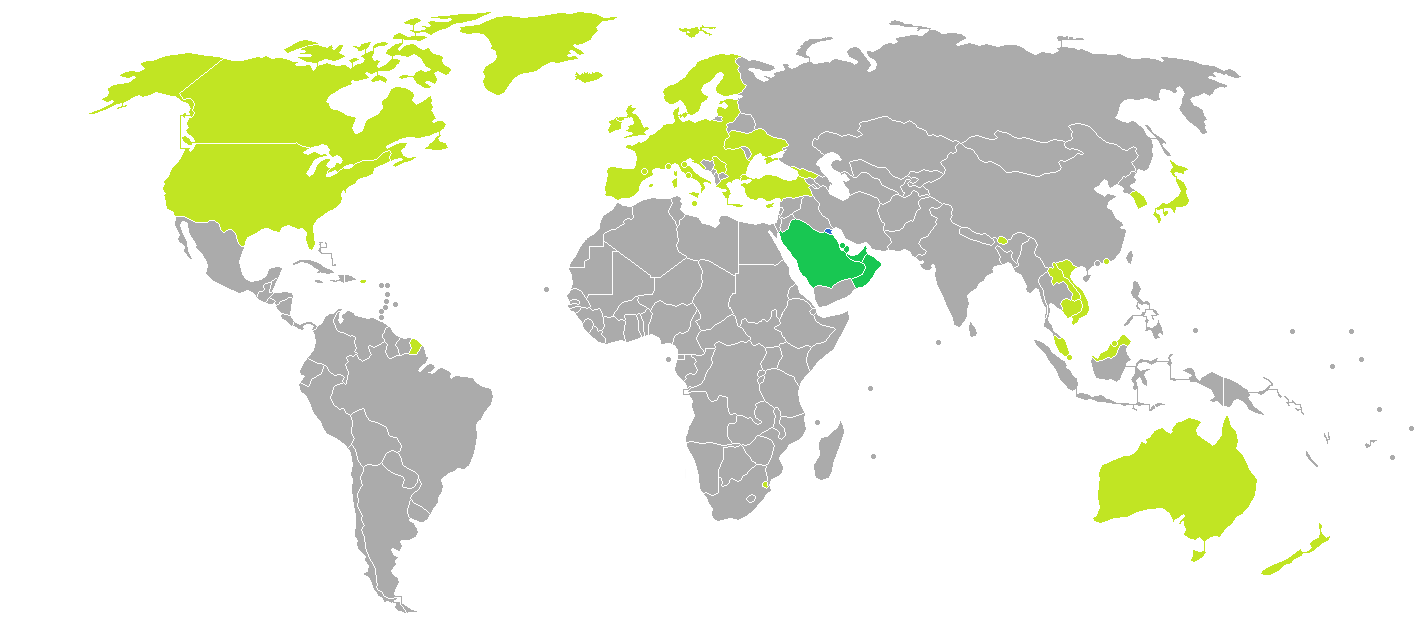
Chính sách thị thực của Kuwait
Kuwait
Miễn thị thực
Thị thực tại cửa khẩu hoặc thị thực điện tử
Cần xin thị thực

## Miễn thị thực
Công dân của các quốc gia sau được miễn thị thực đến Kuwait và có thể sử dụng thẻ căn cước để nhập cảnh:
| - Ả Rập Xê Út - Bahrain - Các Tiểu vương quốc Ả Rập Thống nhất - Oman - Qatar |

Công dân  Trung Quốc có hộ chiếu làm việc công được miễn thị thực.
Người sở hữu hộ chiếu ngoại giao hoặc công vụ của Albania, Algérie, Azerbaijan, Bangladesh, Bulgaria, Síp, Trung Quốc, Ai Cập, Honduras, Hungary, Ireland, Malta, Mông Cổ, Maroc, Pakistan, Peru, Philippines, Bồ Đào Nha, Romania, Nga, Serbia, Hàn Quốc, Thụy Sĩ, Tajikistan, Thổ Nhĩ Kỳ, Ukraina, Anh Quốc và Việt Nam và người sở hữu hộ chiếu ngoại giao của Armenia, Pháp, Hy Lạp, Ý, Iraq, Mexico, Ba Lan và Tây Ban Nha cũng được miễn thị thực.
Một thỏa thuận giữa Kuwait và Uzbekistan về miễn thị thực song phương với người sở hữu hộ chiếu ngoại giao được ký vào thàng năm 2017 nhưng chưa được thông qua. 
Một thỏa thuận giữa Kuwait và Đức về miễn thị thực song phương với hộ chiếu ngoại giao và công vụ được ký vào tháng 3 năm 2017 nhưng chưa được thông qua.

## Thị thực tại cửa khẩu/thị thực điện tử
Công dân của 53 quốc gia và vùng lãnh thổ sau có thể xin thị thị thực tại cửa khẩu Kuwait có hiệu lực ba tháng nếu đến bằng đường hàng không hoặc họ có thể xin thị thực điện tử từ trước:
| - Tất cả công dân Liên minh Châu Âu - Andorra - Bhutan - Brunei - Campuchia - Canada - Gruzia - Hoa Kỳ - Hồng Kông | - Iceland - Lào - Liechtenstein - Malaysia - Monaco - New Zealand - Na Uy - Nhật Bản - San Marino | - Serbia - Singapore - Hàn Quốc - Swaziland - Thành Vatican - Thổ Nhĩ Kỳ - Thụy Sĩ - Úc - Việt Nam |  |

Những người có chứng nhận mục đích du lịch được cấp bởi hãng phương hàng không họ đi đến đây cũng có thể xin thị thực tại cửa khẩu.
Hành khách đến bằng đường thủy hoặc đường bộ phải xin thị thực từ trước.
Công dân của các quốc gia GCC thuộc các nghề được chỉ định cũng có thể xin thị thực trực tuyến.

## Cấm nhập cảnh
Công dân của  Ethiopia, bị cấm nhập cảnh Kuwait.
Từ 2011 đến ít nhất là năm 2014, Kuwait cũng cấm nhập cảnh với  Afghanistan,  Bangladesh (hộ chiếu phổ thông),  Iran,  Iraq,  Syria và  Yemen.
Vào tháng 5 năm 2016, Kuwait đã đưa ra một lệnh cấm thị thực tạm thời với những người theo đạo bị coi là "gây tranh cãi", và đồng thời cũng dự định giới hạn du khách từ một số quốc gia đến Kuwait trong dịp lễ Ramadan, đặc biệt là người Syria, Jordan, Iraq và Yemen, theo nhật báo Al-Rai.
Sau khi Sắc lệnh 13769 của Tổng thống Mỹ Donald Trump cấm công dân của Afghanistan, Iraq, Iran, Syria, Yemen, Somalia, và Libya, một số trang tin tức về việc cấm tương tự. Bộ Ngoại giao Kuwait phủ nhận rằng họ cấm nhập cảnh với các quốc gia này, tuy nhiên, Kuwaiti có thích sử tử chối nhập cảnh với các quốc gia này, thay vì chỉ là "giới hạn" như họ nói, họ gần như không bao giờ cấp thị thực.
Ngoài ra công dân  Israel cũng bị cấm nhập cảnh và quá cảnh.